# بورومايسين
بورومايسين (Boromycin) عبارة عن مضاد حيوي يصنف من فئة الماكروليدات متعددة الإيثر. عزل هذا المضدا الحيوي من ذريّة بكتريا المتسلسلة Streptomyces antibioticus، ويتميز بأنه أول ناتج طبيعي يكون حاوياً على عنصر البورون. يعد البورومايسين فعالاً تجاه البكتيريا إيجابية الغرام، وذلك من خلال تأثيره على غشاء السيتوبلاسما، مما يؤدي إلى فقدان أيونات البورتاسيوم من الخلية.

## التأثير المضاد لـ HIV
أظهرت دراسة أن للبورومايسين تأثير مضاد تجاه نشاط فيروس HIV، حيث أنه يمنع حدوث تنسّخ لذرية HIV-1 المعزول، وكذلك للذرية المزروعة في المختبر.